# Friedrich Brein
Friedrich Brein (* 20. März 1940 in Wien; † 1. März 2011) war ein österreichischer Klassischer Archäologe.

## Leben
Der Sohn des Tischlers Johann Brein (* 27. Dezember 1910) und der Verwaltungsbediensteten der österreichischen Post- und
Telegraphendirektion Stefanie Brein (* 27. Dezember 1913) besuchte ab Herbst 1946 die Volksschule der Brüder der christlichen Schulen in Wien XVIII und ab 1950 das Bundesrealgymnasium mit Darstellender Geometrie in Wien XVIII, wo er am 28. Mai 1958 die Matura ablegte.
Danach studierte er klassische Archäologie, alte Geschichte und klassische Philologie an der Universität Wien, und zwar mit dem zweifachen Ziel
eines Doktorats aus Klassischer Archäologie und Alter Geschichte und des Lehramts aus Griechisch und Latein. Daneben belegte er auch Lehrveranstaltungen aus Kunstgeschichte, Deutscher und Romanischer Philologie sowie Indogermanistik. Besonders beeinflussten ihn die Professoren Fritz Eichler, Hedwig Kenner, Artur Betz, Fritz Schachermeyr, Albin Lesky und Walther Kraus. Er lehrte an der Wiener Universität seit 1971, zuerst als Assistent und Lehrbeauftragter, nach seiner 1982 erfolgten Habilitation für Klassische Archäologie als Dozent und schließlich als außerordentlicher Universitätsprofessor. Auch nach seinem Übertritt in den Ruhestand im Jahr 2000 hielt er weiter Lehrveranstaltungen.
Er kannte die archäologische Feldarbeit, wenn auch zumeist mit der Bearbeitung von Fundmaterial betraut, durch eigene Teilnahme an den Ausgrabungen in Aguntum (1959/60), am Magdalensberg (1961–1964) und im Artemision von Ephesos (1972–1981). Er war seit 1967 mit Ilse verheiratet und hatte zwei Söhne, Laurenz und Georg. Er ist auf dem Strebersdorfer Friedhof bestattet.

## Schriften (Auswahl)
- als Herausgeber: Julius Jüthner: Die athletischen Leibesübungen der Griechen. Band 1. Geschichte der Leibesübungen (= Sitzungsberichte. Österreichische Akademie der Wissenschaften, Philosophisch-Historische Klasse. Band 249,1). Böhlau u. a., Wien u. a. 1965, OCLC 728216470.
- als Herausgeber: Julius Jüthner: Die athletischen Leibesübungen der Griechen. Band 2. Einzelne Sportarten. Lauf-, Sprung- und Wurfbewerbe (= Sitzungsberichte. Österreichische Akademie der Wissenschaften, Philosophisch-Historische Klasse. Band 249,2). Böhlau u. a., Wien u. a. 1968, OCLC 460075165.
- Der Hirsch in der griechischen Frühzeit (= Dissertationen der Universität Wien. Band 34). Notring, Wien 1969, OCLC 1016006759 (zugleich Dissertation, Wien 1964).
- als Herausgeber: Kyprische Vasen und Terrakotten (= Kataloge der Archäologischen Sammlung der Universität Wien. Band 1). Arbeitsgruppe Archäologische Sammlung, Wien 1997, ISBN 3-901913-00-9.
- als Herausgeber: Emanuel Löwy. Ein vergessener Pionier (= Kataloge der Archäologischen Sammlung der Universität Wien. Band 1). Verlag des Clubs der Universität Wien, Wien 1998, ISBN 3-901913-01-7.
- als Herausgeber: Bronzezeitliche und geometrische Keramik, archaische Lokalstile (= Kataloge der Archäologischen Sammlung der Universität Wien. Band 2). Verlag des Clubs der Universität Wien, Wien 1999, ISBN 3-901913-02-5.